# Copacabana (cabaret)
El Copacabana es un conocido cabaret de Nueva York. En esta sala hicieron su debut en la ciudad numerosos artistas entre los que destacan Danny Thomas, Pat Cooper o el dúo de cómicos Martin y Lewis. La canción de Barry Manilow, "Copacabana" (1978) está inspirada en la vida nocturna del local.
El cabaret ha sido escenario del rodaje de numerosas películas, entre las que cabe destacar Goodfellas, Toro Salvaje, Tootsie, The Purple Rose of Cairo, Carlito's Way o The French Connection. La película musical Copacabana (1947), protagonizada por Groucho Marx y Carmen Miranda, transcurre en el club. En 2003 la banda Yerba Buena rodó parte del videoclip de la canción "Guajira" en la sala del Copacabana.

## Historia
El Copacabana abrió sus puertas el 10 de noviembre de 1940, en el número 10 de la calle 60 Este de Nueva York. Aunque el contrato de arrendamiento estaba a nombre del empresario británico Monte Proser, el club era propiedad de Proser y del conocido jefe de la mafia Frank Costello. Proser (1904–1973), era un hombre de negocios con muchos contactos así como agente de prensa de numerosas celebridades, como Walt Disney, Maria Montez, Mary Pickford y Ziegfeld Follies. Costello puso al frente del club a Jules Podell, un hombre con numerosos antecedentes policiales pero que gozaba de su confianza para que velara por sus intereses. En sus primeros años de actividad el local se vio envuelto en problemas fiscales y con una investigación por crimen organizado en 1944. Para el año 1948 Proser había abandonado el negocio y Podell se había convertido en el dueño oficial.
El Copacabana tenía decoración brasileña y orquestas de temática latina, mientras que el menú servía comida china. El club también se hizo conocido por sus grupo de coristas, llamadas, "The Copacabana Girls".
Podell originalmente aplicó una política de degregación racial impidiendo la entrada a personas de color. En 1944, al músico de origen jamaicano Harry Belafonte, entonces miembro de la Armada de los Estados Unidos, se le denegó la entrada al club. A mediados de los años 50, Podell se mostró más flexible respecto a la admisión de músicos de color y Belafonte regresó para realizar una actuación. Sammy Davis Jr. rompió records de audiencia con sus actuaciones en mayo de 1964 y Sam Cooke realizó una actuación el 8 de julio de 1964 recogida en su álbum Sam Cooke at the Copa. En julio de 1965, the Supremes hicieron su debut con éxito en el club, lo que abrió las puertas a que otros artistas de Motown Records como the Temptations, Martha and the Vandellas y Marvin Gaye realizaran actuaciones en el Copacabana durante los siguientes años. The Supremes incluso grabaron un álbum en directo en la sala en 1965 que llegó a posicionarse entre los primeros puestos de las listas de ventas. También Marvin Gaye y The Temptations grabaron álbumes en directo en el Copacabana. The Supremes, que resultaron ser el grupo más exitoso de la Motown, publicaron en 2012 el álbum The Supremes: Live at the Copa Expanded Edition, recogiendo lo más destacado de su repertorio.
El dúo cómico compuesto por Dean Martin y Jerry Lewis fueron intérpretes frecuentes en el club. Su última actuación, el 21 de julio de 1956, quedó recogida en el telefilme Martin y Lewis (2002).
La noche del 16 de mayo de 1957, el club vivió un incidente que tuvo gran repercusión en los medios de la época. Esa noche varios jugadores de los New York Yankees, Mickey Mantle, Whitey Ford, Hank Bauer, Yogi Berra, Johnny Kucks y Billy Martin, acudieron a la sala de fiestas junto a sus esposas para celebrar el cumpleaños de este último. En un momento de la actuación de Sammy Davis, Jr. varios jugadores de un equipo de bolos, aparentemente bebidos, interrumpieron a Davis profiriendo insultos racistas. Este comportamiento encendió a los jugadores de los Yankees, especialmente a Martin. El enfrentamiento entre ambos grupos llegó a las manos y saltó a las portadas de los periódicos del día siguiente. Uno de los jugadores de bolos que resultó herido con varias contusiones y la mandíbula rota, denunció a Bauer por asalto, aunque el caso se archivó por falta de pruebas. Martin fue poco más tarde transferido de los Yankees a los Kansas City Athletics, apuntando los rumores a este episodio como una de las causas.
Hasta 1972, el mafioso Joe Gallo operó en la sala, que fue cerrada durante tres años en 1973 tras el fallecimiento de Jules Podell. Reabrió en 1976 convertida en discoteca, en pleno apogeo de la música disco.
En 1992, el entonces propietario Peter Dorn trasladó el club desde su emplazamiento original durante más de 50 años hasta el 617 de la calle 57 Oeste.
En 2001, el club sufrió un nuevo cambio de ubicación, trasladándose esta vez a la calle 34 Oeste en el "west side" de Manhattan, desde entonces se comenzaron a programar actuaciones de hip-hop y salsa.
El 20 de enero de 2007, el club anunció que tendría que mudarse de nuevo antes del 1 de julio porque su ubicación actual se iba a ver afectada por las obras de ampliación de la ruta Flushing de la línea 7 del metro de Nueva York. El día 30 oe junio de ese mismo año el club cerraba esta etapa con una actuación de El Gran Combo.
Desde finales de 2007 hasta que el club volvió a abrir en 2011, el club compartió espacio con la discoteca Columbus 72, que compartía los mismos propietarios.
En abril de 2010 los propietarios del club recibieron la licencia para instalarse en la segunda y tercera planta del edificio que ocupa el número 760-766 de la octava avenida.
En julio de 2011 el club abrió en una nueva ubicación, esta vez en Times Square en el 268 de la calle 47 Oeste, corriendo a cargo del músico de salsa Willie Colón, la primera actuación